# Grovesinia
Grovesinia es un género de hongos de la familia Sclerotiniaceae.